# نوسافيل
نوسافيل، هي بلدة وضاحية في نوسا في مقاطعة نوسا في مقاطعة كوينزلاند في أستراليا. بلغ عدد سكان نوسافيل 8124 نسمة وفق تعداد أستراليا عام 2016.

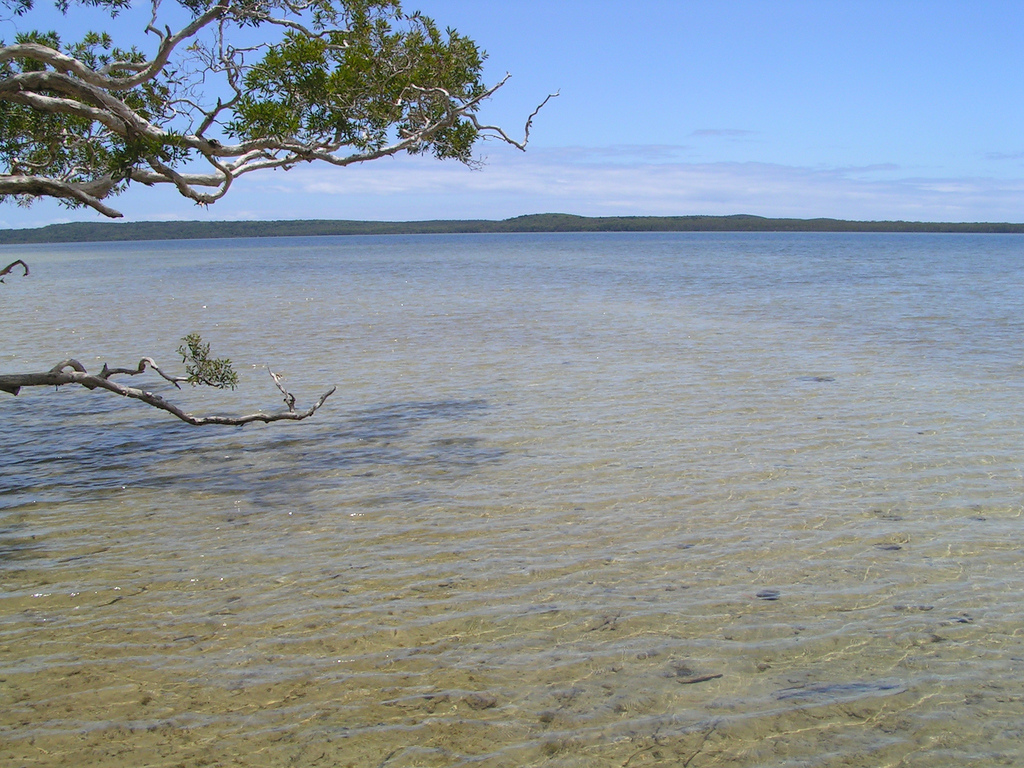
بحيرة ويبا

يحدها من الشمال نهر نوسا ومن الشرق ويبا كريك وشاطئ بحيرة ويبا (البحيرة تقع داخل الضاحية).